# 胞嘧啶
胞嘧啶（C）（英語：cytosine），學名為2-羰基-4-氨基嘧啶，是组成DNA的四种基本碱基之一。胞嘧啶核苷、胞嘧啶核苷酸均可作为升高白细胞（白血球）的药物。可由2-硫脲嘧啶、浓氨水和氯乙酸为原料合成制得。
1. ↑  . software.hfu.edu.tw.   [2024-11-20].